# Zaniena
Zaniena is een gemeente (commune) in de regio Sikasso in Mali. De gemeente telt 7100 inwoners (2009).
De gemeente bestaat uit de volgende plaatsen:
- Dékorobougou
- Falakouna
- Kobina
- Maribougou
- Noumoula
- Ouarana
- Ouarana-Sokoro
- Ouaténébougou
- Tiolokola
- Zanfina
- Zaniena